# Doigté des instruments à pistons

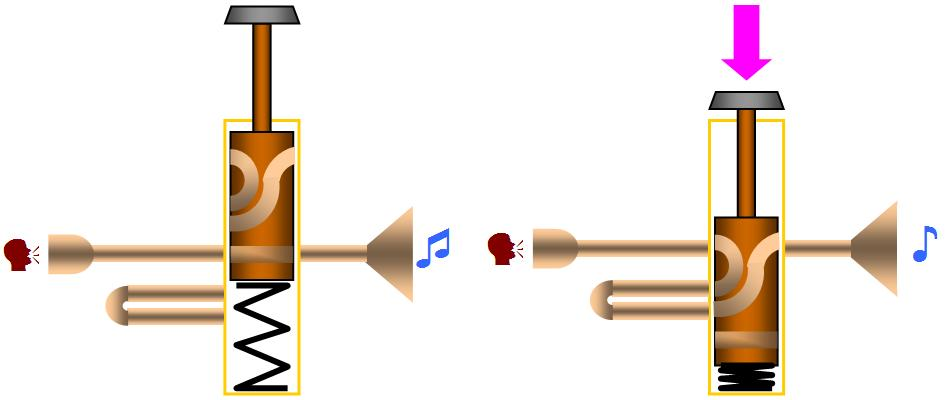
Principe du piston des cuivres : l'action sur le piston provoque une dérivation de la colonne d'air via une coulisse. Le tuyau est globalement allongé. La note obtenue est donc plus grave.

Pour les instruments à trois pistons, en particulier les petits cuivres, comme la trompette, ou le cornet à pistons la modulation de la note s'opère à la fois par un contrôle du mode harmonique de résonance et la modification de la note fondamentale par l'allongement artificiel de la colonne d'air.

## Harmoniques de la gamme naturelle

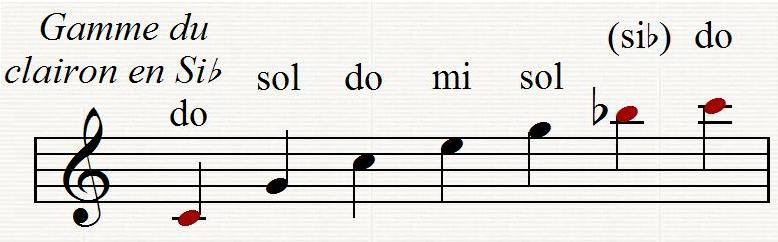
Gamme du clairon

Le jeu des instruments à cuivre repose en grande partie sur la maîtrise des modes harmoniques. Aujourd'hui encore, le clairon ou la trompe de chasse ne disposent que de ce moyen pour moduler la hauteur de note. La transition est obtenue par une variation de la tension des lèvres.
Les notes ainsi obtenues sont encore trop écartées. Le recours aux pistons permet de modifier la tonalité naturelle de l'instrument et ainsi de décaler sa série d'harmoniques.

## Les trois pistons

### Repérage

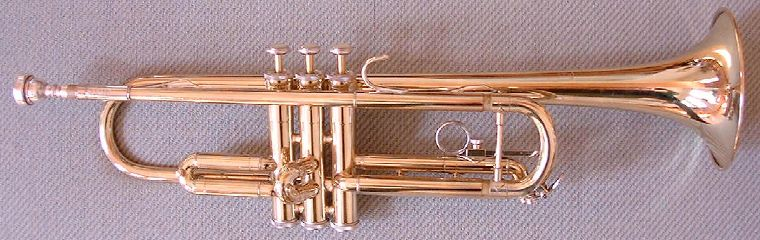
Trompette vue du côté droit

Lorsque l'instrument est tenu en main, la main droite s'aligne avec les pistons de telle sorte que l'index, le majeur et l'annulaire soient posés sur les pistons, et que l'auriculaire soit engagé dans l'anneau de maintien.
- Ainsi, les pistons sont repérés par les chiffres 1,2 et 3 depuis celui au plus près de l'embouchure vers celui le plus éloigné.

### Effets

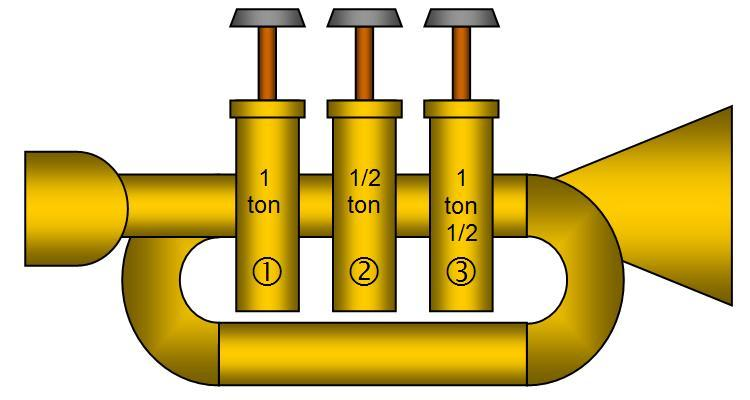
Repérage des trois pistons d'un petit cuivre

L'action sur chaque piston provoque un allongement de la colonne d'air. De ce fait, la fréquence propre de l'instrument est abaissée d'une valeur qui dépend de la proportion de cet allongement. Il en résulte une note plus basse que la note naturelle de l'instrument depuis un demi-ton jusqu'à trois tons.
À partir des combinaisons des positions de pistons, soit huit doigtés, on distingue six intervalles descendants à partir de la note naturelle (sept avec l'unisson). Par exemple à partir du Do(3) (Do grave) on obtient les notes du tableau suivant. Le repérage du doigté donne le numéro des pistons sur lesquels il faut appuyer pendant la production de la note :
| intervalle | exemple                       | illustration | repérage |
| ---------- | ----------------------------- | ------------ | -------- |
| naturelle  | Do                            |              | 0        |
| 1/2 ton    | Do > Si                       |              | 2        |
| 1 ton      | Do > Si{\displaystyle \flat } |              | 1        |
| 1 ton 1/2  | Do > La                       | ou           | 12 ou 3  |
| 2 tons     | Do > Sol#                     |              | 23       |
| 2 tons 1/2 | Do > Sol                      |              | 13       |
| 3 tons     | Do > Fa#                      |              | 123      |

| intervalle | exemple                       | illustration | repérage |
| ---------- | ----------------------------- | ------------ | -------- |
| naturelle  | Fa                            |              | 0        |
| 1/2 ton    | Fa > Mi                       |              | 2        |
| 1 ton      | Fa > Mi{\displaystyle \flat } |              | 1        |
| 1 ton 1/2  | Fa > Ré                       | ou           | 12 ou 3  |
| 2 tons     | Fa > Ré{\displaystyle \flat } |              | 23       |
| 2 tons 1/2 | Fa > Do                       |              | 13       |
| 3 tons     | Fa > Si                       |              | 123      |

## Modes harmoniques et doigtés combinés
À partir de chacune des notes de la gamme naturelle (pistons relâchés), on obtient en actionnant certains pistons l'ensemble des notes situées en dessous. À partir du Do(3), cela donne l'accès à toutes les notes de la gamme chromatique. Le Do(2) appelé Do pédale est complètement isolé, hormis pour les instruments à 4 pistons (voir ci-dessous). Sa fréquence basse n'autorise pas de modulation satisfaisante par les pistons.
Plus on monte vers l'aigu, et plus les fréquences propres se resserrent. Alors certains doigtés deviennent obsolètes, et donc seuls les deux premiers pistons demeurent utiles en particulier le 2e (1/2 ton) placé justement en vis-à-vis du majeur (doigt le plus agile). Dans le suraigu, il est même possible de jouer sans utiliser les pistons.
La septième harmonique (correspondant à un Si{\displaystyle \flat }(4) ) est instable et fausse. C'est pourquoi elle n'entre pas dans le jeu usuel de l'instrument.
|  | 0       | Do(2) | Do(3)                      | Sol(3)                    | Do(4)                      | Mi(4)                     | Sol(4)                    | Si{\displaystyle \flat }(4) | Do(5)                      | Mi(6)                     | Sol(6)                    |
|  | ------- | ----- | -------------------------- | ------------------------- | -------------------------- | ------------------------- | ------------------------- | --------------------------- | -------------------------- | ------------------------- | ------------------------- |
|  | 2       | *     | Si                         | Fa{\displaystyle \sharp } | Si                         | Ré{\displaystyle \sharp } | Fa{\displaystyle \sharp } | *                           | Si                         | Ré{\displaystyle \sharp } | Fa{\displaystyle \sharp } |
|  | 1       | *     | Si{\displaystyle \flat }   | Fa                        | Si{\displaystyle \flat }   | Ré                        | Fa                        | *                           | Si{\displaystyle \flat }   | Ré                        | Fa                        |
|  | 12 ou 3 | *     | La                         | Mi                        | La                         | Do{\displaystyle \sharp } | (Mi)                      | *                           | La                         | Do#                       | -                         |
|  | 23      | *     | Sol{\displaystyle \sharp } | Ré{\displaystyle \sharp } | Sol{\displaystyle \sharp } | -                         | -                         | *                           | Sol{\displaystyle \sharp } | -                         | -                         |
|  | 13      | *     | Sol                        | Ré                        | -                          | -                         | -                         | *                           | -                          | -                         | -                         |
|  | 123     | *     | Fa{\displaystyle \sharp }  | Do{\displaystyle \sharp } | -                          | -                         | -                         | *                           | -                          | -                         | -                         |

### Le cor d'harmonie

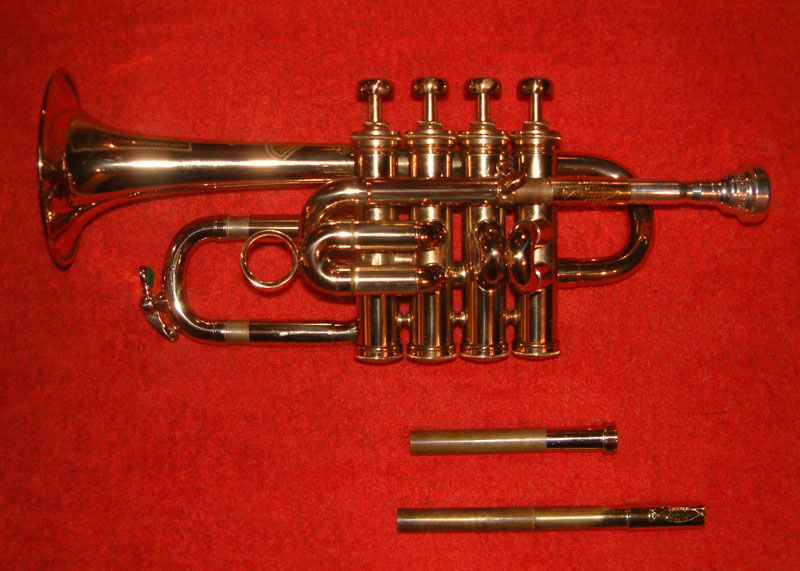
Trompette piccolo
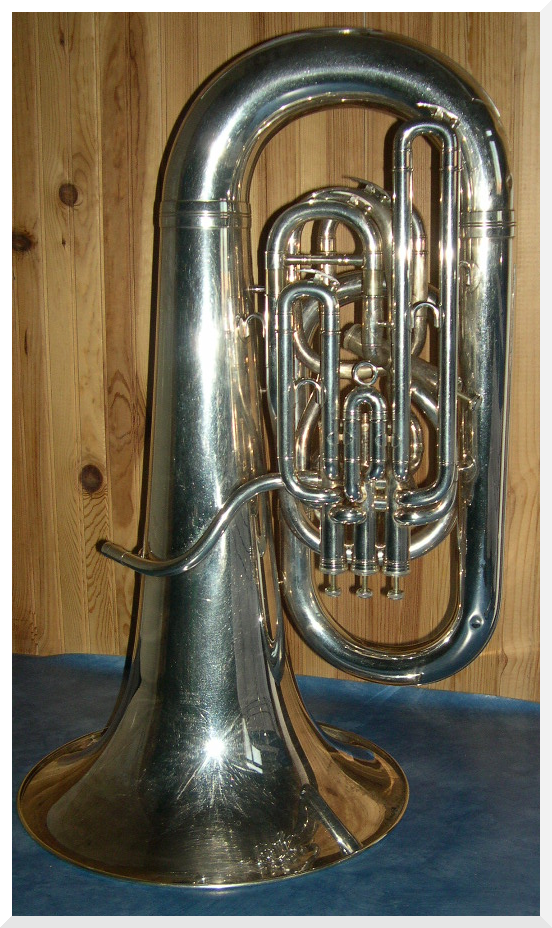
Tuba, le quatrième piston est décalé près du pavillon
Euphonium
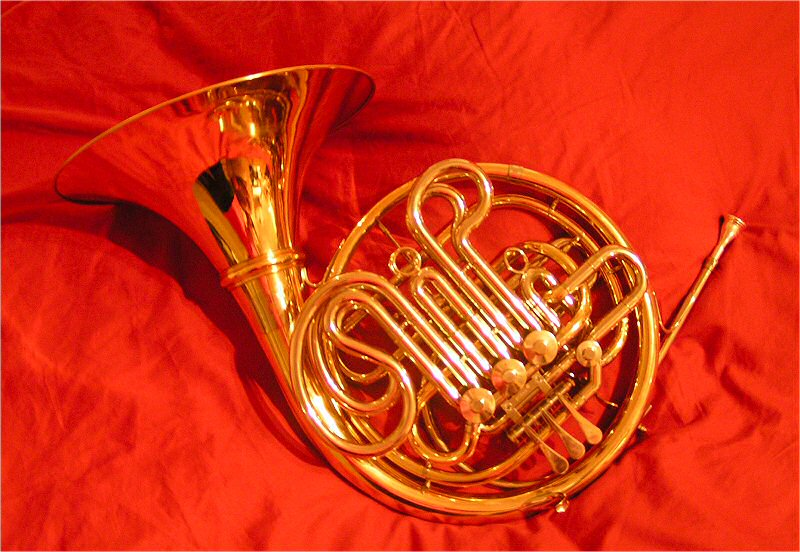
Cor à 4 palettes. Le 4e cylindre plus petit est situé au-dessus à droite

## La gamme recommandée

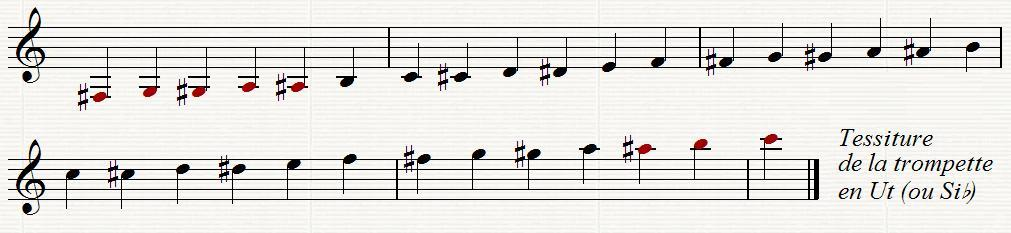
Tessiture d'un petit cuivre (écrit dans sa tonalité)

Les petits cuivres dont la partition s'écrit en clef de Sol ont une tessiture qui s'étend d'un Fa# au contre Ut. Seulement toutes ces notes ne sont pas d'égale difficulté. Les notes graves sont souvent fausses, et les aiguës difficiles à produire.